# آرامگاه صعصعه
بقعه صعصعه مربوط به دوره قاجار است و در دزفول، محله صحرابدر مغربی واقع شده و این اثر در تاریخ ۹ اردیبهشت ۱۳۸۲ با شمارهٔ ثبت ۸۳۷۳ به‌عنوان یکی از آثار ملی ایران به ثبت رسیده است.